# Zisterzienserinnenkloster La Encarnación (Córdoba)

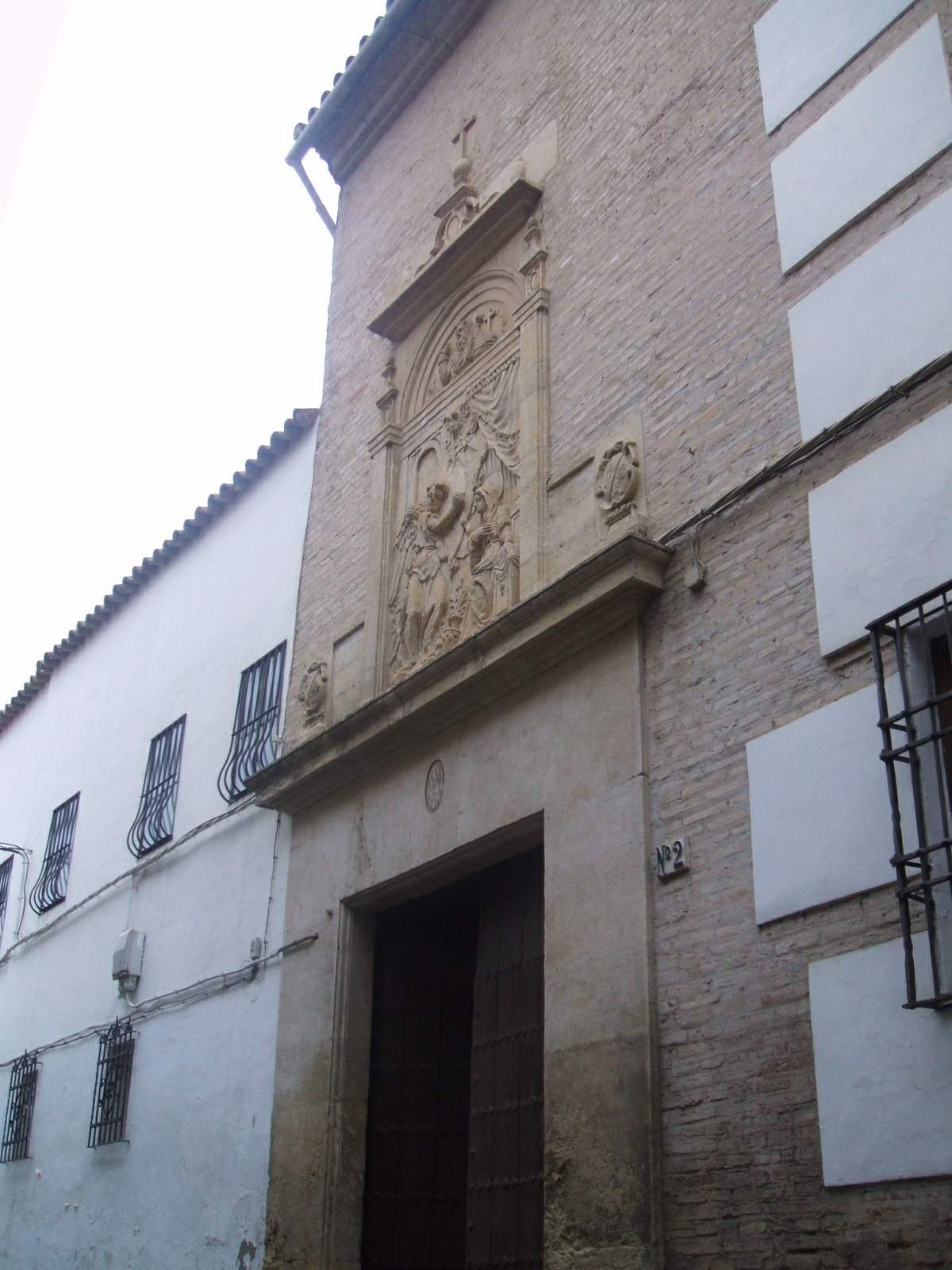
Eingang

Das Zisterzienserinnenkloster La Encarnación (Córdoba) ist seit 1510 ein Kloster der Zisterzienserinnen in Córdoba (Spanien) in Spanien.

## Geschichte
1503 stiftete ein Chorherr aus Córdoba das Nonnenkloster La Encarnación («Menschwerdung», auch: La Anunciación de Nuestra Señora, «Verkündigung») und bestimmte seine Nichte zur ersten Äbtissin. Als es 1510 zur Gründung kam, verzichtete diese auf das Amt zugunsten einer Nonne aus dem Zisterzienserinnenkloster Las Dueñas. Nach der Schließung von Las Dueñas im Jahre 1868 nahm der Konvent die dort verbliebenen Nonnen auf. Das Kloster liegt in der Straße Calle Encarnación. Der Konvent gehört zur Zisterzienserinnenkongregation San Bernardo (C.C.S.B.).